# Tour de Lovaina-Memorial Jef Scherens

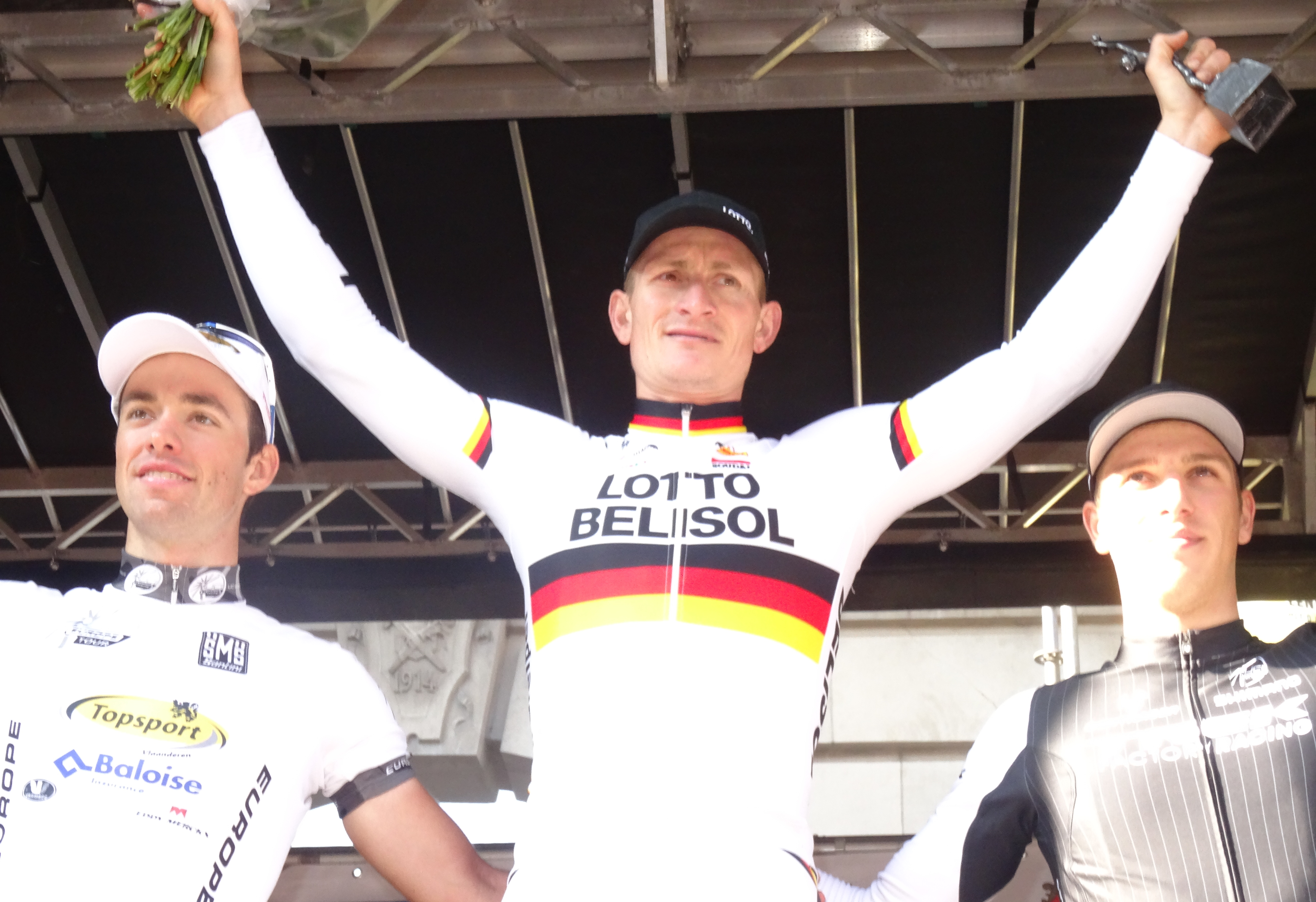
Pódium de la edición 2014 de la carrera: a la izquierda Tom Van Asbroeck, en el centro el vencedor André Greipel, a la izquierda Danny van Poppel.

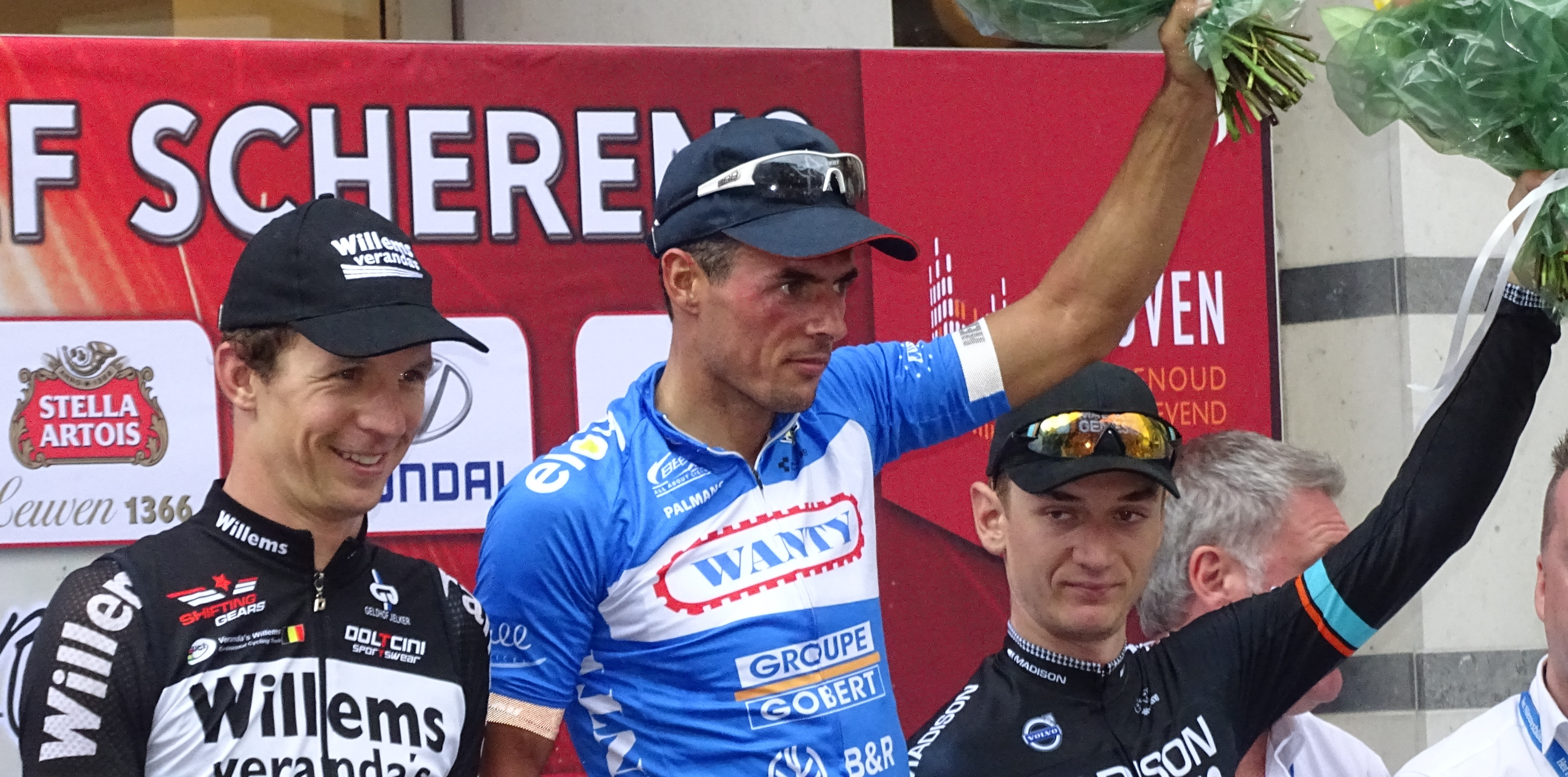
Pódium de la edición 2015 de la carrera: a la izquierda Dimitri Claeys, en el centro el vencedor Björn Leukemans, a la izquierda Mark McNally.

El Tour de Lovaina-Memorial Jef Scherens (oficialmente: Tour of Leuven-Memorial Jef Scherens) es una carrera ciclista profesional disputada en Lovaina en Bélgica. Debe su nombre a Jef Scherens, siete veces campeón del mundo de velocidad en pista, y hasta el año 2021 su denominación era Gran Premio Jef Scherens.
Creada en 1963 desde la creación de los Circuitos Continentales UCI en 2005 forma parte del UCI Europe Tour, dentro de la categoría 1.1.

## Palmarés
| Año                       | Ganador               | Segundo                | Tercero                  |
| ------------------------- | --------------------- | ---------------------- | ------------------------ |
| 1963                      | Marcel Vanden Bogaert | Francesco Miele        | Walter Muylaert          |
| 1964                      | Norbert Kerckhove     | André Noyelle          | Gustaaf Van Vaerenbergh  |
| 1965                      | Fernand Deferm        | Eddy Merckx            | Emile Daems              |
| 1966                      | Herman Van Springel   | Robert Lelangue        | Jos Huysmans             |
| 1967                      | Robert Lelangue       | Herman Van Springel    | Remi Van Vreckom         |
| 1968 edición no realizada |                       |                        |                          |
| 1969                      | Frans Verbeeck        | Roger de Vlaeminck     | Roger Kindt              |
| 1970                      | Frans Verbeeck        | Raphaël Hooyberghs     | Jozef Abelshausen        |
| 1971                      | Frans Verbeeck        | Georges Pintens        | Edward Janssens          |
| 1972                      | Gustaaf Hermans       | Willem Peeters         | Omer Meeus               |
| 1973                      | Jan van Katwijk       | Victor Van Schil       | Théo van der Leeuw       |
| 1974                      | Freddy Maertens       | Rik Van Linden         | Frans Verbeeck           |
| 1975                      | Freddy Maertens       | Ronny Van De Vijver    | Eddy Merckx              |
| 1976                      | Frans Verbeeck        | Etienne Van der Helst  | Walter Naegels           |
| 1977                      | Walter Planckaert     | Wilfried Wesemael      | Benny Schepmans          |
| 1978                      | Frans Van Looy        | Gustaaf Van Roosbroeck | Frank Hoste              |
| 1979                      | Marcel Laurens        | Willy Teirlinck        | Frans van Vlierberghe    |
| 1980                      | Ludo Delcroix         | Frans Van Looy         | Etienne Van der Helst    |
| 1981                      | Jan Raas              | Rudy Pevenage          | Sean Kelly               |
| 1982                      | Rudy Matthijs         | Alfons De Wolf         | Ludwig Wijnants          |
| 1983                      | Adrie van der Poel    | Ronny Van Holen        | Jan Bogaert              |
| 1984                      | Ronny Van Holen       | Jan Wijnants           | Johan Lammerts           |
| 1985                      | Jozef Lieckens        | Willem Wijnant         | Géry Verlinden           |
| 1986                      | Jozef Lieckens        | Johan Capiot           | Luc De Decker            |
| 1987                      | Ronny Van Holen       | Dirk Clarysse          | Wilfried Peeters         |
| 1988                      | Patrick Schoovaerts   | Herman Raeymaekers     | Filip Noé                |
| 1989 edición no realizada |                       |                        |                          |
| 1990                      | Wilfried Peeters      | Corneille Daems        | Johan Devos              |
| 1991                      | Wilco Zuijderwijk     | Olaf Jentzsch          | Hendrik Redant           |
| 1992                      | Hendrik Redant        | Johan Museeuw          | Olaf Ludwig              |
| 1993                      | Frans Maassen         | Herman Frison          | Wilfried Peeters         |
| 1994                      | Mauro Bettin          | Johan Verstrepen       | Jans Koerts              |
| 1995                      | Erik Dekker           | Frank Corvers          | Léon van Bon             |
| 1996                      | Jans Koerts           | Andrzej Sypytkowski    | Wim Omloop               |
| 1997                      | Stéphane Hennebert    | Anthony Rokia          | Frank Høj                |
| 1998                      | Jo Planckaert         | Johan Verstrepen       | Raymond Meijs            |
| 1999                      | Marc Streel           | Michel Vanhaecke       | Gert Vanderaerden        |
| 2000                      | Dave Bruylandts       | Andy De Smet           | Nicki Sørensen           |
| 2001                      | Niko Eeckhout         | Björn Leukemans        | Geert Omloop             |
| 2002                      | Andreas Klier         | Robert Hunter          | Léon van Bon             |
| 2003                      | Thor Hushovd          | Roger Hammond          | Niko Eeckhout            |
| 2004                      | Allan Johansen        | Karsten Kroon          | Wouter Van Mechelen      |
| 2005                      | Joost Posthuma        | Björn Leukemans        | Rory Sutherland          |
| 2006                      | Marcel Sieberg        | Dirk Müller            | Serguéi Lagutín          |
| 2007                      | Bram Tankink          | Janek Tombak           | Frédéric Amorison        |
| 2008                      | Wouter Mol            | Janek Tombak           | Kurt Hovelynck           |
| 2009                      | Sebastian Langeveld   | Stijn Vandenbergh      | Frédéric Amorison        |
| 2010                      | Lars Boom             | Maxime Vantomme        | Fabian Wegmann           |
| 2011                      | Jérôme Pineau         | Kenny Dehaes           | Guillaume Van Keirsbulck |
| 2012                      | Steven Caethoven      | Stijn Neirynck         | Frédéric Amorison        |
| 2013                      | Bert De Backer        | Sep Vanmarcke          | Jasper Stuyven           |
| 2014                      | André Greipel         | Tom Van Asbroeck       | Danny van Poppel         |
| 2015                      | Björn Leukemans       | Dimitri Claeys         | Mark McNally             |
| 2016                      | Dimitri Claeys        | Pim Ligthart           | Roman Maikin             |
| 2017                      | Timothy Dupont        | Kenny Dehaes           | Justin Jules             |
| 2018                      | Jasper Stuyven        | Jonas Van Genechten    | Timothy Dupont           |
| 2019                      | Niccolò Bonifazio     | Hugo Hofstetter        | Timothy Dupont           |
| 2021                      | Niccolò Bonifazio     | Nacer Bouhanni         | Gianni Vermeersch        |
| 2022                      | Victor Campenaerts    | Zdeněk Štybar          | Alexander Kristoff       |
| 2023                      | Arnaud De Lie         | Stan Van Tricht        | Axel Laurance            |
| 2024                      | Markus Hoelgaard      | Mike Teunissen         | Milan Menten             |

## Palmarés por países
| País         | Victorias |
| ------------ | --------- |
| Bélgica      | 38        |
| Países Bajos | 12        |
| Italia       | 3         |
| Alemania     | 2         |
| Noruega      | 2         |
| Dinamarca    | 1         |
| Francia      | 1         |